# La Prière des morts
La Prière des morts (Kaddish) est le 15e épisode de la saison 4 de la série télévisée X-Files. Dans cet épisode, Mulder et Scully enquêtent sur un golem qui traque les assassins d'un commerçant juif.
Le scénariste Howard Gordon cherchait à écrire une histoire sur le thème du golem depuis le début de la série, et a dû modifier les méchants de l'épisode. Celui-ci a obtenu des critiques plutôt favorables.

## Résumé
À Brooklyn, un groupe de juifs hassidiques sont rassemblés pour les funérailles d'Isaac Luria, un épicier assassiné par trois jeunes néo-nazis. Pendant la nuit, un individu constitue avec de la boue une forme humaine au-dessus de la tombe de Luria. Quand l'un des trois suspects du meurtre de Luria est retrouvé mort étranglé avec les empreintes digitales de Luria sur son corps, Mulder et Scully se chargent de l'enquête. Ils rendent visite à Ariel Weiss, la fiancée de Luria, qui vit avec son père Jacob, et provoquent la colère de ce dernier quand ils annoncent leur intention d'exhumer le corps.
Mulder et Scully interrogent ensuite Curt Brunjes, un imprimeur du quartier antisémite, sur ses relations avec les deux autres suspects. Ceux-ci, cachés dans la boutique, sont terrifiés quand Scully mentionne la rumeur selon laquelle Luria serait revenu d'entre les morts pour se venger. Pendant la nuit, ils profanent sa tombe pour s'assurer que le corps est bien là, et l'un des deux jeunes gens est tué. Mulder et Scully trouvent un livre, avec le nom de Weiss dessus, qui a été enterré avec le corps de Luria. Ils poursuivent Jacob Weiss dans une synagogue et l'arrêtent après l'avoir trouvé dans une pièce avec le corps pendu du dernier des trois assassins de Luria. Jacob avoue être le meurtrier mais Mulder ne le croit pas.
Brunjes est tué à son tour et, sur la vidéo de surveillance de sa boutique, Mulder et Scully découvrent que son assassin a le visage de Luria. Le mariage entre Isaac Luria et Ariel Weiss ayant initialement dû se dérouler le jour même, Mulder comprend qu'Ariel a créé un golem pour qu'il serve de substitut à Luria. Les deux agents se rendent à la synagogue où ils trouvent Jacob, qui a été libéré entretemps, blessé par le golem après avoir voulu avertir sa fille du danger de sa création. Mulder est blessé à son tour par le golem, invulnérable aux balles. Ariel proclame ses vœux de mariage et son amour pour Luria, et fait ensuite retourner le golem à la poussière en effaçant la marque qui lui a donné la vie.

## Distribution
- David Duchovny : Fox Mulder
- Gillian Anderson : Dana Scully
- Justine Miceli : Ariel Weiss
- David Groh : Jacob Weiss
- David Wohl : Kenneth Ungar
- Channon Roe : Derek Banks
- Jonathan Whittaker : Curt Brunjes

## Production
Le scénariste Howard Gordon s'inspire de ses origines juives pour écrire le script. Fasciné depuis très longtemps par la légende du golem, il cherchait à écrire un épisode sur ce thème depuis le début de la série sans trouver une histoire adéquate. Le déclic se fait par le biais d'un anneau de mariage juif, qui apparaît dans l'épisode, ayant servi lors du mariage de deux amis de Gordon. Le scénariste imagine alors une histoire autour du thème de l'amour et du fait de vouloir ramener l'être aimé d'entre les morts. Dans la première version du scénario, les assassins d'Isaac Luria sont noirs et le principal antagoniste présente des aspects de la personnalité de Louis Farrakhan. Cependant, devant les inquiétudes des responsables de Fox, Gordon prend conscience de la sensibilité du sujet et transforme les antagonistes en « néo-nazis de bandes dessinées ». L'épisode, dont le titre original fait référence à la prière juive des endeuillés, est dédié à la mémoire de Lilian Katz, la grand-mère de Gordon.
La plupart des extérieurs de l'épisode sont tournés dans le quartier de Gastown, à Vancouver. La scène au cours de laquelle un livre prend feu de manière spontanée prend plusieurs heures à être tournée en raison de difficultés avec la pyrotechnie, le livre refusant de s'enflammer. Aucune synagogue n'ayant voulu louer ses locaux, les scènes se déroulant dans cet endroit sont filmées à l'église unifiée de Shaughnessy Heights. L'église est louée pour deux semaines afin d'être entièrement redécorée. Le compositeur Mark Snow mélange des solos de clarinette, violon et violoncelle et emprunte des éléments de la Fugue en sol mineur, BWV 578 de Jean-Sébastien Bach pour la musique de l'épisode.

## Accueil

### Audiences
Lors de sa première diffusion aux États-Unis, l'épisode réalise un score de 10,3 sur l'échelle de Nielsen, avec 15 % de parts de marché, et est regardé par 16,56 millions de téléspectateurs.

### Accueil critique
L'épisode obtient dans l'ensemble des critiques plutôt favorables. Juliette Harrisson, du site Den of the Geek, affirme que c'est le meilleur épisode standalone de la saison. Sarah Stegall, du site Munchkyn Zone, lui donne la note de 4/5. Paula Vitaris, de Cinefantastique, lui donne la note de 3/4.
Zack Handlen, du site The A.V. Club, lui donne la note de B+. Dans leur livre sur la série, Robert Shearman et Lars Pearson lui donnent la note de 3/5.
Parmi les critiques mitigées, John Keegan, de Critical Myth, lui donne la note de 5/10. Le site Le Monde des Avengers lui donne la note de 2/4.